# Hala Centrum Sportowo-Rekreacyjnego w Zgorzelcu
Hala Centrum Sportowo-Rekreacyjnego – wielofunkcyjna hala sportowa w Zgorzelcu, w Polsce. Została otwarta w 1986 roku. Posiada 770 miejsc stałych z możliwością dostawiania dodatkowych trybun. Do 2014 roku na obiekcie swoje spotkania rozgrywali koszykarze klubu Turów Zgorzelec. Z halą połączony jest kryty basen. Obok obiektu znajduje się również Stadion Miejski.
Hala sportowa przy ulicy Maratońskiej została otwarta w 1986 roku. W późniejszym czasie obok wybudowano także połączoną z nią krytą pływalnię. Hala posiada 770 miejsc stałych dla widzów, z możliwością zastosowania dostawnych trybun i zwiększenia ilości miejsc o 500 (na meczach koszykówki), 800 (podczas spotkań siatkarskich) lub 1200 (przy okazji walk bokserskich). Dodatkowe 200 osób może obserwować wydarzenia z balkonów. Do czasu otwarcia 23 listopada 2014 roku nowej hali sportowej, na obiekcie swoje spotkania rozgrywali koszykarze klubu Turów Zgorzelec. W sezonie 2013/2014, tuż przed przenosinami na nowy obiekt, Turów Zgorzelec wywalczył tytuł Mistrza Polski.